# Юматилла (индейская резервация)
Юматилла (англ. Umatilla Indian Reservation) — индейская резервация, расположенная в северо-восточной части штата Орегон, США.

## История
К 1854 году суперинтендант по делам индейцев Территории Орегон, Джоэл Палмер, убедил Индейский департамент в том, что к востоку от Каскадных гор не должно быть никаких поселений, пока индейцы не будут переселены в резервации. К концу июля Конгресс США санкционировал переговоры о заключении договоров с индейскими племенами.
29 мая 1855 года на реке Милл-Крик, в долине Уолла-Уолла, был созван совет для обсуждения ситуации в Восточном Орегоне и переговоров по соглашению покупки земель. Руководили советом Айзек Стивенс, губернатор и суперинтендант по делам индейцев Территории Вашингтон, и Джоэл Палмер. Они встретились с вождями, лидерами и старейшинами не-персе, кайюсов, юматилла, валла-валла, якама  и палусов, всего около 5 000 индейцев приняли участие в обсуждениях с 29 мая 1855 года по 11 июня 1855 года. Результатом Договорного совета в долине Уолла-Уолла стали договора с индейскими племенами Колумбийского плато, в том числе был подписан договор от 9 июня 1855 года между Соединёнными Штатами и племенами кайюсов, юматилла и валла-валла. В ходе этих переговоров были создана индейская резервация Юматилла.
Первоначально Стивенс и Палмер планировали разместить всех индейцев региона в резервации Якама, но в результате переговоров юматилла, валла-валла и кайюсы согласились жить лишь в индейской резервации Юматилла. Они уступили Соединённым Штатам почти 26 000 км² своей территории и зарезервировали резервацию площадью 2 064 км² и сохранили права на рыбалку, охоту, сбор ягод и выпас скота на своих традиционных землях. Впоследствии договор был ратифицирован Конгрессом США 8 марта 1859 года.
Айзек Стивенс добился успеха в своем стремлении открыть реку Колумбия и Территорию Вашингтон. Индейцев, которые традиционно жили вдоль рек большую часть года, систематически выселяли, иногда с применением военной силы, в резервации. Федеральное правительство вынудило  кайюсов, юматилла и валла-валла переселиться в резервацию Юматилла, а уступленные индейские территории были объявлены общественным достоянием и выставлены на публичную продажу с аукциона. Границы резервации подверглись атаке ещё до того, как были обследованы. К концу 1860-х годов в Ла-Гранде, Пендлтоне и Уолла-Уолла проводились общественные собрания с целью изгнания индейцев из резервации Юматилла, так как на их землях можно было выращивать пшеницу. В результате давления белых поселенцев и политиков, территория резервации уменьшилась вдвое к моменту создания штата Орегон. В дальнейшем, кайюсы, юматилла и валла-валла, потеряли ещё часть своей территории, в результате сегодня резервация занимает немногим более 714 км², из которых 52 % находятся в собственности индейцев, а 48 % принадлежат другим жителям.

## География
Юматилла расположена в северо-восточной части Орегона, на северной стороне Блу-Маунтинс, к востоку от города Пендлтона. Резервация находится в основном в округе Юматилла, также небольшой участок располагается в центрально-западной части округа Юнион. Общая площадь Юматиллы, включая трастовые земли (14,541 км²), составляет 714,868 км², из них 714,832 км² приходится на сушу и 0,036 км² — на воду. Административным центром резервации является город Пендлтон.

## Демография
По данным переписи населения 2000 года в резервации проживали 2 927 человек.
По данным федеральной переписи населения 2010 года, в резервации проживал 3 031 человек. Согласно федеральной переписи населения 2020 года в резервации проживал 2 861 человек, насчитывалось 974 домашних хозяйства и 1 161 жилой дом. Средний возраст, проживающих в Юматилле, составлял 35,7 лет. Средний доход на одно домашнее хозяйство в индейской резервации составлял 69 167 долларов США. Около 19,7 % всего населения находились за чертой бедности, в том числе 18,9 % тех, кому ещё не исполнилось 18 лет, и 14,3 % старше 65 лет.
Расовый состав распределился следующим образом: белые — 1 185 чел., афроамериканцы — 1 чел., коренные американцы (индейцы США) — 1 442 чел., азиаты — 0 чел., океанийцы — 8 чел., представители других рас — 22 чел., представители двух или более рас — 202 человека; испаноязычные или латиноамериканцы любой расы составили 102 человека. Плотность населения составляла 4 чел./км².

## Комментарии
1. ↑  В состав резервации входит часть населённого пункта.